# Wilhelm Feuerlein
Wilhelm Feuerlein (* 11. Oktober 1920 in Nürnberg; † 22. Dezember 2015 in München) war ein deutscher Psychiater und Suchtforscher. Er galt in den letzten Jahrzehnten des 20. Jahrhunderts als herausragender Erforscher der Alkoholkrankheit in Deutschland.

## Leben
Wilhelm Feuerlein ist 1920 in Nürnberg geboren und wuchs in Coburg auf. 1939 begann er in München Humanmedizin zu studieren und wechselte 1941 zur Universität Wien. Während des Zweiten Weltkriegs musste er das Studium unterbrechen, um als Sanitäter Dienst zu leisten. In der Nähe von Lübeck geriet er in britische Gefangenschaft, aus der er im Jahr 1945 entlassen wurde.
1948 beendete Feuerlein sein Studium an der Universität Erlangen. Er war bis zu seiner Emeritierung Leiter der Psychiatrischen Poliklinik des Max-Planck-Instituts für Psychiatrie in München. Feuerlein war Gründungsmitglied und erster Präsident der 1978 neu gegründeten Deutschen Gesellschaft für Suchtforschung und Suchttherapie. Er war von 1971 bis 1974 Mitglied der Psychiatrie-Enquete-Kommission des Deutschen Bundestages zur Lage der Psychiatrie in der Bundesrepublik und von 1986 bis 1989 Temporary Advisor der WHO.
Feuerlein verfasste Standardwerke zur Diagnose und Behandlung der Alkoholabhängigkeit für Ärzte, Psychologen und Sozialpädagogen.

## Auszeichnungen
- Preis der Deutschen Hauptstelle gegen die Suchtgefahren, 1974.
- Bundesverdienstkreuz der 1. Klasse, 1985
- Bayerischer Verdienstorden, 1999

## Wilhelm Feuerlein Forschungspreis
Der Wilhelm Feuerlein Forschungspreis wird von der Oberberg Stiftung Matthias Gottschaldt für hervorragende Beiträge zur Suchtforschung verliehen. Die Arbeiten können den Fachgebieten Psychotherapie, Psychosomatik, Psychiatrie, Neurologie, Psychologie, Biochemie, Neurobiologie, Pharmakologie sowie der Präventions- und Rehabilitationsforschung entstammen.
Der Preis wird alle zwei Jahre verliehen und durch die Stiftungsvorsitzende Edda Gottschaldt auf Vorschlag eines unabhängigen Kuratoriums vergeben. Er wird geteilt in je eine Arbeit aus der Grundlagenforschung oder der Bevölkerungsepidemiologie und aus der Anwendungs- oder klinischen Forschung (inkl. Versorgungsepidemiologie). Er gilt als die bedeutendste Auszeichnung im deutschen Sprachraum im Bereich der Suchtforschung und Suchttherapie.

## Schriften (Auswahl)
- Alkoholismus, Missbrauch und Abhängigkeit: eine Einführung für Ärzte, Psychologen und Sozialpädagogen. Thieme, Stuttgart 1975, ISBN 3-13-520901-6. (mehrere Auflagen, die 6., von Michael Soyka bearbeitete Auflage. erschien 2008, ISBN 978-3-13-520906-7).
- Wenn Alkohol zum Problem wird: ein Ratgeber für Betroffene und Interessierte. Thieme, Stuttgart 1978, ISBN 3-13-565601-2. (mehrere Auflagen – 4. Auflage. Stuttgart: TRIAS, 1999, ISBN 3-89373-473-2)
- Alkoholismus: Warnsignale – Vorbeugung – Therapie. 6., aktualisierte Ausgabe. Beck, München 2008, ISBN 978-3-406-45533-9.